# Edgewater (Wisconsin)
Edgewater – miasto w Stanach Zjednoczonych, w stanie Wisconsin, w hrabstwie Sawyer.